# Hormathus giesberti
Hormathus giesberti là một loài bọ cánh cứng trong họ Cerambycidae.